# Signé Renart
Pour plus de détails, voir Fiche technique et Distribution.
Signé Renart est un film suisse réalisé par Michel Soutter et sorti en 1986.

## Synopsis
Renart, artiste-musicien, après une algarade avec le directeur du cabaret où il avait un numéro, quitte l’établissement avec son amie Hermeline, enceinte. Il monte des spectacles avec un groupe d’amis dans une usine désaffectée. Mais les ennuis de Renart ne sont pas terminés : le patron du cabaret, offensé et furieux, a lancé un petit tueur à ses trousses…  

## Fiche technique
- Titre : Signé Renart
- Titre alternatif francophone : À toi pour la vie. Signé Renart
- Réalisation : Michel Soutter
- Scénario : Michel Soutter, Bernard Meister
- Assistante-réalisation : Anne-Marie Fallot
- Musique : Tom Novembre, Giuseppe Cannavo, Francesco Cona, Giuseppe D’Agata
- Directeur de la photographie : Jean-Bernard Menoud
- Ingénieur du son : Luc Yersin
- Décors : Jean-Claude Camélia
- Montage : Hélène Viard
- Pays d’origine :  Suisse
- Année de tournage : 1985
- Langue de tournage : français
- Production : Michel Soutter, Jean-Louis Porchet
- Directeur de production : Gérard Ruey
- Sociétés de production : CAB Productions (Suisse), MS Films (Suisse), RTSR (Suisse)
- Société de distribution : MK2 Diffusion
- Format : couleur – son monophonique – 35 mm
- Genre : comédie dramatique
- Durée : 90 min
- Date de sortie : 29 mars 1986 en  France

## Distribution
- Tom Novembre : Renart
- Fabienne Barraud : Hermeline
- Marilú Marini : Marie-Jo
- Armand Deladoey : Lucien
- Jean-Pierre Gos : Brun